# عارف أباد (كاشمر)
عارف أباد (بالفارسية: عارف اباد) بالحروف اللاتينية "Ārefābād.  وهي قرية في مقاطعة كاشمر، التابعة لمحافظة خراسان الرضوية، إيران .في تعداد عام 2006، بلغ عدد سكانها 2,016 نسمة.